# Pierre Evrat
 (septembre 2023).
Si vous disposez d'ouvrages ou d'articles de référence ou si vous connaissez des sites web de qualité traitant du thème abordé ici, merci de compléter l'article en donnant les références utiles à sa vérifiabilité et en les liant à la section « Notes et références ».
Pierre Léon Évrat, né le 19 juillet 1873 à Saint-Dié et mort le 13 mai 1947 dans sa ville natale, est un industriel du textile français, travaillant dans la confection de vêtements, maire de Saint-Dié au moment de la Libération, en particulier du 3 mars 1944 à sa démission du 6 février 1945. D'un point de vue militaire, formé préalablement en officier de réserve dans divers bataillons de chasseurs à pied, il était commandant d'infanterie au sortir de la fin de la Grande guerre.

## Biographie
Pierre Léon Évrat est le fils de Jean Baptiste Paul Évrat, dit "Paul Evrat", manufacturier déodatien (1838-1920) et de Marie Antonine Erismann (née vers 1839-1905). Il est né 51 rue Haute à Saint-Dié le 19 juillet 1873. Pierre a vécu son enfance entre deux sœurs, l'aînée Henriette Alexandrine, née en 1871 et la cadette Jeanne Joséphine, née en 1880 : la première a épousé en mai 1895 Charles François Raymond Pierrat, (futur) capitaine d'artillerie, originaire d'Hurbache et la petite dernière, un brillant officier d'infanterie revenu de sa campagne malgache en décembre 1902, Charles Fernand Barrard, qui deviendra en commandant la 13e division d'infanterie, le célèbre "général Barrard".

### Un bourgeois républicain
Pierre est éduqué au collège de garçons de Saint-Dié. Il travaille ensuite à la manufacture de vêtements de son père. Il accomplit son service militaire au bataillon de chasseurs à pied. Il continue sa formation militaire, devenant officier de réserve. Pierre-Léon Evrat, ancien sous-officier d'infanterie, est nommé le 4 janvier 1896 sous-lieutenant de réserve au 91e régiment d'infanterie.
Il épouse une jeune femme issue d'une famille bourgeoise ancienne de Saint-Dié, Marie-Paule Miette (1877-1957). Le couple a eu sept enfants, dont cinq seulement Paul, Madeleine, Simone, Andrée et Nicole ont vécu bien au-delà de leurs primes enfances.

### Service militaire
Lorsque le Grande Guerre éclate en 1914, Pierre Evrat est affecté au 43e régiment d'infanterie territorial, acceptant un rétrogradation au simple grade de sergent. Au fil des combats, l'engagé obtient trois citations sur des terrains locaux, et réintègre sa fonction d'officier.
Pierre Evrat, chef de bataillon depuis mai 1916 au 43e territorial d'infanterie est nommé au titre de chevalier de la légion d'honneur, début mai 1917. Il possède le grade de commandant d'infanterie au 43e RIT au sortir du conflit mondial, avant d'investir dans une usine de confection de vêtement, installée rue Haute. Honoré de la croix de guerre, il termine sa carrière au poste de colonel du centre de mobilisation d'infanterie. Il reçoit le titre d'Officier de la Légion d'honneur par décret du 7 juillet 1933. Son exemple militaire et civil a marqué l'éducation et la vie de son fils aîné Paul Evrat.

### Industriel et édile au service de sa ville natale
Suivant les traces de son père, élu conseiller républicain à Saint-Dié, Pierre Evrat s'engage dans la vie politique en 1919, participant à la vie municipale. D'esprit calme et bonhomme, de plus en plus apprécié des administrés, il est constamment réélu. En juin 1929, les conseillers Ferry et Evrat, respectivement par 23 voix et 21 voix, sont élus pour siéger à la commission d'administration du bureau de bienfaisance de Saint-Dié. Pierre est un conseiller municipal assidu, cet homme d'ordre est en outre nommé à la commission rurale (dénommée précisément "sections, forêts et chemins ruraux") de la vaste commune, mais aussi dans celles plus urbaines des "achats de terrains", des "lotissements pour HBM", de gestion des "places du marché", de la "crèche municipale", des "écoles ménagères" et de la "discipline et des employés municipaux".
En juillet 1933, le concours fédéral de tir se déroule à Saint-Dié, regroupant 98 délégations sportives au stand de Grattin (sic) dès 5 heures du matin. Le président de la société de tir locale, François Heck, y accueille de bon matin les délégations de tireurs, en compagnie de son président honoraire, Pierre Evrat. Durant toute la journée, Pierre Evrat représente aussi le maire Louis Burlin, empêché par d'autres obligations. Ainsi à midi, Pierre Evrat véritable maître de cérémonie avec l'écharpe tricolore accueille les participants du concours à l'hôtel de Ville.
Le dimanche 5 mai 1935, le conseiller sortant Pierre Evrat obtient sur la liste d'entente républicaine locale, conduite par le maire sortant, Louis Burlin, 1790 voix, soit le plus grand nombre de voix parmi cette liste en ballotage. Léon Jacquerez est élu maire de Saint-Dié le 18 mai 1935, après le retrait de Louis Burlin. En 1939, le conseiller municipal est nommé directeur du centre d'accueil, à ce titre, il prend en charge le flux des 100000 évacués alsaciens, principalement des régions de Saverne et de Strasbourg, dont les convois transitent par Saint-Dié. Une tâche harassante, il est sur la brèche jour et nuit. Sa foi et son esprit charitable ont d'abord été loués par ces anciens réfugiés. Mais il ne faut nullement oublier la fibre sociale préexistante de Pierre Evrat, membre fondateur du crédit immobilier, qui s'est occupé longtemps du bureau de bienfaisance avant d'en être son président. Pierre Evrat, front haut, lorgnons campés sur un nez fin et droit, vous fixait d'abord avec sérieux de ses yeux clairs, dévoilant un regard scrutateur et vif. Le premier abord était un peu froid, mais au fil de la discussion, son sourire s'esquissait dès qu'il était en mesure de donner une réponse circonstanciée et nette à son interlocuteur. Ainsi cet homme sensible et bon avait toujours reçu avec respect les sans-foyers, les mutilés et handicapés, les veuves ruinées et pendant cette dernière guerre, les veuves provisoires.
En février 1941, Pierre Evrat est nommé adjoint au maire, chargé des rapports avec l'occupant. Il participe à dix commissions ou sous-commissions dans le conseil municipal formé en avril 1941 : "Assistance" (bureau de bienfaisance avec Meckert et Souchal), "Instruction publique" (école ménagère), "Travaux, Finances et voirie", "Achat de terrains", "Eau, gaz et électricité", "Hygiène" (Bains municipaux) et "abattoirs, marché et octroi" (commission d'achat, abattoirs, place du marché)
Léon Jacquerez, maire de Saint-Dié, propose sa démission fin février 1944. Son principal adjoint, Pierre Evrat est élu maire par le conseil municipal le 3 mai 1944. Le 9 juin 1944, Pierre Evrat, ses adjoints Souchal et Ulrich, l'ancien maire Léon Jacquerez et le commandant des sapeurs-pompiers Eugène Pasquet sont arrêtés, incarcérés à la prison de La Vierge à Épinal, puis à Nancy. Ils sont relâchés six jours plus tard, le 15 juin alors qu'ils étaient conduits à un convoi vers l'Allemagne. Pierre Evrat et l'ancien maire de Saint-Dié, Léon Jacquerez, septuagénaires, auraient été libérés, en raison de leur grand âge et plus certainement de leur faible mobilité, en juin 1944.
Le maire en exercice reprend ses fonctions, car la Gestapo, dont il a vu les sinistres geôles, n'a apparemment rien trouvé de répréhensible, tout en le surveillant. En octobre et novembre, il doit organiser l'exode des habitants rive droite, disposant de rares consignes des autorités allemandes. Le voici affairé avec ce qui reste de son équipe municipale à des tâches insolvables de ravitaillement et d'hébergement. Sa déportation le 8 novembre 1944, parmi les dernières, est tardive, sa famille connaît les brutalités nazies.
La Libération laisse une situation dramatique à Saint-Dié en grande partie dévastée. Le sous-préfet, recevant des consignes strictes et autoritaires d'évacuation, voire de fortes invitations à partir, des populations sinistrés, prend ombrage des directives du maire, qui prend à cœur un réel sauvetage de la Ville et fait appel à l'esprit d'initiative de ses concitoyens. Des sanctions pleuvent sur le maire et sa petite administration, ce qui provoque la démission du principal responsable Pierre Evrat, entravé dans l'exercice de ses fonctions, le 6 février 1945. Il est remplacé par Gaston Colnat, ancien professeur d'allemand et président du comité de la Libération, qui estime injuste le sort réservé à son prédécesseur valeureux.
En 1945, Pierre Evrat cède, non pas la direction de l’usine de confection, mais l'ensemble de ses parts à son fils Paul, qui a restructuré la manufacture textile depuis les années trente. Le recensement de 1936 indique déjà qu'il n'est apparemment qu'un simple employé de l'entreprise de son fils, le patron manufacturier Paul Evrat. La famille comptant six personnes physiques habite 34 rue Haute.

### Décès et obsèques populaires du 17 mai 1947
Pierre Evrat décède le mardi 13 mai 1947 à 16 heures en son domicile. En un quart d'heure, la rue Haute à la chaussée défoncée, encore encombrée de moellons et de gravats, bruit de la rumeur du décès de celui qui, disait-on, se portait bien mieux la veille. Une demi-heure plus tard, une grande partie de la ville a déjà appris ce trépas. La presse du mercredi matin rapporte la triste nouvelle, à savoir La Liberté de l'Est et L'Est Républicain. Du mardi soir au samedi matin, jour des obsèques, la rue Haute au voisinage du domicile du défunt assiste à des allées et venues continuelles, de visiteurs officiels ou de la famille, de déposants de gerbes et de fleurs. Le matin du samedi 17 mai, d'imposantes obsèques sont célébrées à l'échelle de la Ville entière.
Le 17 mai 1947 à 9 h 15, la levée du corps a attiré une gigantesque foule endeuillée aux abords de la maison Evrat. Le corbillard attelé est chargé de fleurs. La clique des sapeurs-pompiers en uniforme, porteuse du grand drapeau de la ville, est présente au pied du domicile, commandée par le commandant Pasquet. L'Harmonie municipale au grand complet les a rejoint, alors que le défilé se forme, avant d'entamer des marches funèbres durant la déambulation programmée en ville. Les enfants des écoles portent les gerbes excédentaires. Les collégiens du collège de garçons suivent derrière deux immenses gerbes aux armes de la Ville, tenues par deux agents municipaux. Le clergé déodatien est conduit par l'archiprêtre, le curé Noël, recteur de la paroisse. Les cordons du poêle sont tenus respectivement par le maire Colnat, le représentant du sous-préfet, Antoine, le conseiller municipal Souchal, l'industriel Duval, le juge du tribunal Louis, le directeur de la caisse d'épargne Leromain, l'adjoint Villaume et le docteur Pétry. Suit ensuite le brigadier-chef Arthur Ancel, porteur du coussin arborant les principales décorations du défunt, rosette d'officier de la légion d'honneur et croix de guerre. En fin de cortège, conduit par le fils aîné du défunt, Paul Evrat, les orphelines de l'hospice, le personnel de la maison Pierre Evrat, les membres de la société de la légion d'honneur, les officiers et anciens combattants familiers du défunt, le sous-préfet, l'ancien maire Léon Jacquerez, les magistrats et membres du barreau de Saint-Dié, le conseiller général Goguel, le conseil municipal de Saint-Dié, le corps médical, le personnel communal, les présidents des différentes sociétés de la Ville, la légion Vosgienne, la Sidi Brahim derrière leur drapeau, et la foule des Déodatiens assistant à l'enterrement de "Papa Evrat". Lentement, sur une chaussée défoncée, le cortège emprunte la rue Jacques Delille, puis la rue Stanislas avant de s'arrêter devant les ruines de l'ancien hôtel de ville à l'angle de la rue Thiers. Devant les pierres amoncelées et quelques arcades relictuelles de l'édifice disparu, le silence en mémoire des victimes de la Guerre et de la destruction de Saint-Dié  est réclamé par une "sonnerie aux champs". Clique des pompiers et harmonie municipale s'allient pour jouer la marche funèbre de Chopin devant l'immense espace vide qu'offre la remontée vers la cathédrale en ruine. L'église Notre-Dame-de-Galilée est bien trop petite pour accueillir une notable fraction du cortège, la foule s'installe sur les abords en ruines. Dès le Libera nos Domine, avant la sortie de la petite église, la foule impatiente gagne le quai du Torrent et grimpe vers le cimetière de la rive droite, pour s'installer en haut des abords de la tombe ouverte. Cinq discours et hommages sont prononcés sur la tombe, d'abord M. Schwab président de la banque populaire des Vosges rappelle l'énergie du chef d'entreprise et l'action économique de l'ancien élu de la République, vice-président de la banque populaire des Vosges et de la caisse d'épargne, censeur de la banque de France, ensuite le commandant Kiener s'exprime au nom des anciens combattants. Vient alors la parole de la municipalité de Gaston Colnat et du sous-préfet Chevrier. En fin, la foule reste avec la famille Evrat, pour un dernier hommage.

## Odonymie
Le lundi 19 mai, soit deux jours après les obsèques grandioses, la rue Haute dans un état pitoyable est l'objet d'une attention exceptionnelle de la mairie, les moellons les plus encombrants sont enlevés. Il reste presque partout des grabats et surtout les caniveaux, s'ils existent encore, sont hors d'usage, d'où un spectacle de marigots après les averses.
Une rue de Saint-Dié, la rue Pierre-Evrat inaugurée le 8 juillet 1951 en reprenant le tracé de l'ancienne rue Haute, entre l'ancien cours du Robache désormais canalisé, en voie d'être couvert, et la croupe boisée de la raide colline nommée le "Raing" préserve son nom et prénom localement. La clique des sapeurs-pompiers est au garde à vous, et la foule reste dans un impressionnant silence, lorsque l'ancien adjoint Souchal, mandaté par la mairie pour la cérémonie et le discours officiels, découvre les plaques de la nouvelle rue, Madame veuve Evrat coupant le ruban tricolore. Puis la fanfare du 31e BCP entame la Marseillaise pour une joyeuse déambulation de la foule. Mené par une délégation en armes du 3e BCP, le cortège part de la place Jules-Ferry, gagne par la rue Pierre-Evrat la rue Stanislas, et revient par la rue Thiers à son lieu de départ.